# كيوهي أويدا
كيوهي أويدا (باليابانية: 上田 恭平) (7 مايو 1999 في أوساكا في اليابان – )؛ هو لاعب كرة قدم كان يلعب كمدافع.

## وصلات خارجية
- كيوهي أويدا على موقع رابطة كرة القدم اليابانية للمحترفين (اليابانية)